# Manon Oligny
Pour les articles homonymes, voir Oligny.
 (novembre 2010).
Si vous disposez d'ouvrages ou d'articles de référence ou si vous connaissez des sites web de qualité traitant du thème abordé ici, merci de compléter l'article en donnant les références utiles à sa vérifiabilité et en les liant à la section « Notes et références ».
Manon Oligny est une chorégraphe canadienne de danse contemporaine née en 1968 à Montréal,,. Elle est la directrice artistique de la compagnie « Manon fait de la danse ».

## Biographie
Bachelière en danse de l’Université du Québec à Montréal et active comme chorégraphe depuis 1992, Manon Oligny fonde en 1999 la compagnie Manon fait de la danse, au sein de laquelle elle œuvre en tant que chorégraphe, directrice artistique et productrice.
Depuis 1993, Manon Oligny a créé et produit une vingtaine d’œuvres chorégraphiques inspirées par le cinéma, la vidéo, la littérature ou la photographie.

## Créations (sélection)
- Trilogie sur le kitsch (1992-1995)
- La Fiction du désir (2000)
- 24 X caprices (2001), textes de Christine Angot
- Pouliches (2007)
- Le carnaval des animaux (pas selon Saint-Saëns) (2008)
- L'Écurie, en collaboration avec l'écrivaine Nelly Arcan[4] (2008)
- Blanche-Neige (pas selon Disney)[4] (2009)
- Boire le bouillon de onze heures (2010)
- Icônes, À VENDRE[5] (2011)
- La Luxure  (2015)
- Fin de Série  (2016)